# Saint Nicholas Avenue

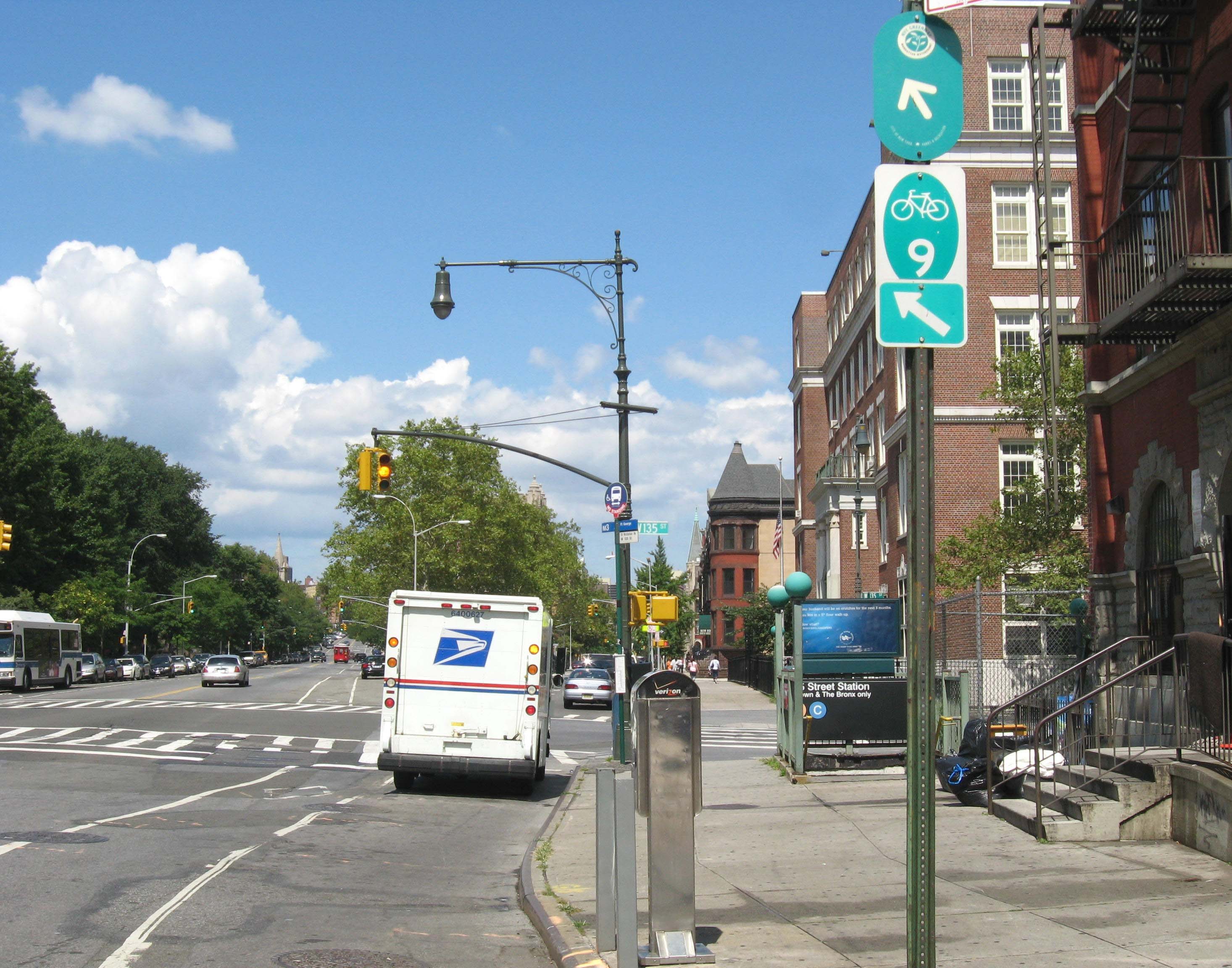
Die Straße ist zugleich die New York State Bicycle Route 9

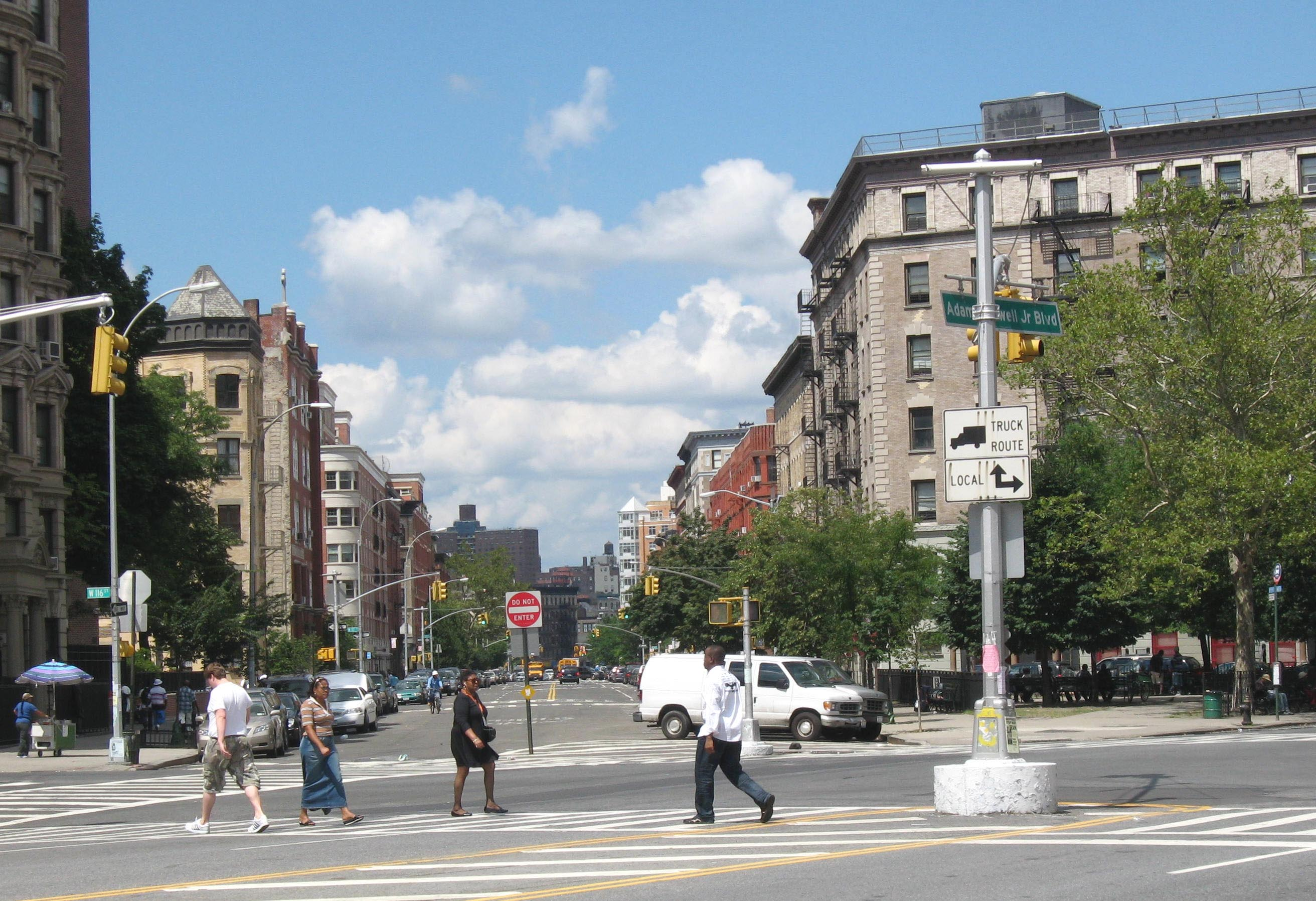
Die Saint Nicholas Avenue von der 116th Street aus gesehen (Blickrichtung Nord)

Die Saint Nicholas Avenue ist eine Hauptstraße im Stadtbezirk Manhattan von New York City, USA.

## Lage und Verlauf
Die Saint Nicholas Avenue verläuft von Norden nach Süden zwischen der 193rd Street und der 111th Street. Dabei durchläuft sie die Viertel Washington Heights, Harlem, Hamilton Heights und Inwood. Die St. Nicholas Avenue ist die Grenze zwischen der Westseite von Harlem und Central Harlem. Obwohl Harlem sich nach allgemeiner Einschätzung vom East River zum Hudson River erstreckt, wird das Gebiet westlich der St. Nicholas Avenue nicht immer als Teil von Harlem gezählt.
Nördlich der 169th Street ist die St. Nicholas Avenue an das Straßenraster Manhattans angepasst: Ab der 170th Street verläuft sie parallel zur östlich gelegenen Audubon Avenue und ab der 173rd Street parallel zur westlich gelegenen Wadsworth Avenue. Südlich der 169th Street durchläuft die St. Nicholas Avenue diagonal zu Manhattans Straßenraster. Sie überquert die Amsterdam Avenue an der 162nd Street und verläuft weiter diagonal bis zur West 148th Street. Südlich der 148th Street verläuft die St. Nicholas Avenue bis zur 124th Street ungefähr parallel zur Convent Avenue, die ein Block weiter westlich verläuft.
Südlich der 124th Street, macht die St. Nicholas Avenue einen harten diagonalen Knick, überquert den Frederick Douglass Boulevard an der 121st Street, den Adam Clayton Powell Jr. Boulevard an der 116th Street und endet an der Lenox Avenue gerade nördlich des Central Parks. Diese Abweichung vom regulären Straßenraster des Commissioners’ Plan von 1811 erklärt sich dadurch, dass die Straße bereits seit dem 17. Jahrhundert bestand und Teil der Boston Post Road war.
Die Kreuzung der St. Nicholas Avenue mit Broadway an der 167th Street bildet den Mitchell Square Park.

## Geschichte
Von den ersten Tagen der Kolonialzeit und bis zum Ende des 19. Jahrhunderts hatte die Straße den Namen Harlem Lane. Es heißt, sie wäre einem alten indianischen Weg gefolgt, der Weekquaeskeek hieß. Die Straße verband Manhattan mit dem Stadtviertel Spuyten Duyvil in der Bronx. Zwischen Marble Hill und Spuyten Duyvil befand sich die 1693 fertiggestellte Kingsbridge über den Spuyten Duyvil Creek. Die Harlem Lane wurde auch als Kingsbridge Road bezeichnet und war ein Teil der alten Boston Post Road, die von Lower Manhattan nach New England führte.
Benannt wurde die St. Nicholas Avenue nach dem Heiligen Nikolaus von Myra, dem Schutzheiligen von New Amsterdam seit der Zeit der niederländischen Siedler.
Im Jahre 2000 wurde der Straße der zusätzliche Name „Juan Pablo Duarte Boulevard“ für den Abschnitt zwischen der Amsterdam Avenue/West 162nd Street und der Kreuzung mit der West 193rd Street und Fort George Hill durch Bürgermeister Rudy Giuliani verliehen. Der Beiname wurde zu Ehren von Juan Pablo Duarte, einem der Gründerväter der Dominikanischen Republik verliehen.

## Nahverkehr
Die IND Eighth Avenue Line der New York City Subway verläuft unter der St. Nicholas Avenue nördlich der 123rd Street. Auf Höhe der 148th Street zweigt von ihr unterirdisch die IND Concourse Line mit den U-Bahn-Linien B und D ab. An der U-Bahn-Station 168th Street kreuzt die IND Eighth Avenue Line die IRT Broadway – Seventh Avenue Line und endet die U-Bahn-Linie C. Auf Höhe der 169th Street verlässt die Strecke mit der U-Bahn-Linie A die St. Nicholas Avenue und wird von der IRT Broadway – Seventh Avenue Line mit der U-Bahn-Linie 1 ersetzt. Diese ältere U-Bahn-Strecke folgt der St. Nicholas Avenue bis zu deren Ende auf Höhe der 193rd Street.